# Estrela Dalva
Estrela Dalva är en kommun i Brasilien.   Den ligger i delstaten Minas Gerais, i den sydöstra delen av landet, 900 km sydost om huvudstaden Brasília. Antalet invånare är 2 470.
Omgivningarna runt Estrela Dalva är huvudsakligen savann. Runt Estrela Dalva är det glesbefolkat, med 18 invånare per kvadratkilometer.